# تارتارن تاراسکن
«تارتارن تاراسکن» (فرانسوی: Tartarin de Tarascon‎) یک کتاب از آلفونس دوده نویسندهٔ فرانسوی می باشد که در سال ۱۸۷۲ میلادی نوشته شده است.

## ترجمه به فارسی
این کتاب چندین بار به زبان فارسی ترجمه شده و با نام‌ها و مشخصات زیر به چاپ رسیده‌است:
- دوده‌، آل‍ف‍ون‍س‌، پ‍ه‍ل‍وان‌ ش‍ی‍راف‍ک‍ن‌، ی‍ا، ت‍ارت‍ارن‌ ت‍اراس‍ک‍ن‍ی‌، ت‍رج‍م‍ه‌ اح‍م‍د ب‍ی‍رش‍ک‌، ت‍ه‍ران‌: ش‍رک‍ت‌ ان‍ت‍ش‍ارات‌ ع‍ل‍م‍ی‌ و ف‍ره‍ن‍گ‍ی‌‏‫، ۱۳۷۲؛ ی‍ازده‌+۲۰۹ ص.
- ف‍وک‍ار، بریژیت، تارتاران تاراسکنی‏‫ (Tartarin de Tarascon‪‏‫‬‭‬‬‏‫)، ترجمۀ نادیه گلچی، اقتباس‌کننده بریژیت فوکار، ویراستار علمی صدیقه شرکت‌مقدم، تهران: کتابسرای وصال‏‫، ۱۳۹۸؛ ۱۲۴ ص.
- دوده‌، آل‍ف‍ون‍س‌، تارتارن روی کوه‌های آلپ، ‏‫ترجمۀ ‌فریبا میرزاآقا، تهران: روزنه‏‫، ۱۳۹۸؛ ۳۵۴ ص.
  - دوده‌، آل‍ف‍ون‍س‌، ماجراهای حیرت‌انگیز تارتارن تاراسکن، ترجمۀ فریبا میرزاآقا، تهران: روزنه‏‫، ‏‫۱۳۹۳؛ ‏‫۱۹۶ ص.‬